# Lampromyia hemmingseni
Lampromyia hemmingseni is een vliegensoort uit de familie van de Vermileonidae. De wetenschappelijke naam van de soort is voor het eerst geldig gepubliceerd in 1971 door Stuckenberg.